# Mogens Rasmussen
Mogens Juul Rasmussen (født 18. januar 1953 i Aarhus, Danmark) er en dansk tidligere roer.
Rasmussen deltog ved OL 1976 i Montreal i disciplinen toer uden styrmand. Hans makker i båden var Kim Rørbæk. Danskerne sluttede på en samlet 14. plads ud af 15 både i konkurrencen, efter at være blevet sidst i det indledende heat og næstsidst i opsamlingsheatet.